# Domki budnicze w Poznaniu
Domki budnicze – położona na południe od ratusza grupa trzy- lub czterokondygnacyjnych wąskich kamieniczek pochodzących z pierwszej połowy XVI wieku.

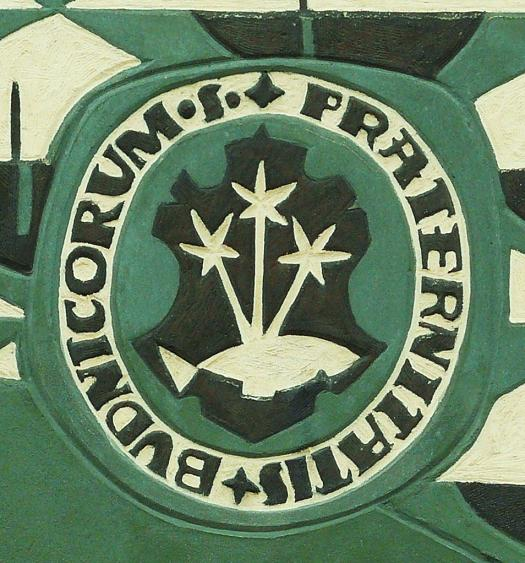
Fragment elewacji

W przeciwieństwie do należących do patrycjatu kamienic w pierzejach rynku, należały one do nieco biedniejszych kupców. W ich wczesnorenesansowych podcieniach handlowano niegdyś rybami, świecami, pochodniami i solą. Stąd ich dawna nazwa – budy śledziowe. Jest to jeden z nielicznych przykładów szeregowej zabudowy targowej. Obecna nazwa bierze się stąd, że w kamienicy nr 17 znajdowała się siedziba Bractwa Budników, o czym świadczy herb z trzema palmami i śledziem oraz podpis Fraternitatis Budnicorum.
Wiadomo że 1418 władze miejskie oddały do użytku 17 bud śledziowych. Na początku XVI wieku część budynków otrzymała murowane podcienia. W 1534 roku władze miejskie zgodziły się aby cech budników wybudował podcienia dla wszystkich budynków.
W miarę upływu czasu podcienia zamurowano, tworząc małe sklepiki. Kamieniczki zostały niemal doszczętnie zniszczone podczas II wojny światowej. Po wojnie zrekonstruowano podcienia, wykorzystując oryginalne, renesansowe detale. Wąskie, jedno- i dwuokienne fasady większości kamieniczek pokrywają natomiast polichromie projektu Zbigniewa Bednarowicza, wykonane w latach 1953–1961, zaś po dziś dzień podcienia stanowią miejsce handlu, choć obecnie przeważają wyroby pamiątkarskie.
Od południowego zachodu grupę zamyka nienależąca do domków budniczych dawna kancelaria miejska, nazywana niekiedy również Domem pisarzy miejskich, zajmująca parcelę nr 10. Od 1961 roku mieści się w niej siedziba Towarzystwa Miłośników Miasta Poznania im. Cyryla Ratajskiego.